# Stemodiopsis linearis
Stemodiopsis linearis är en tvåhjärtbladig växtart som beskrevs av Spencer Le Marchant Moore. Stemodiopsis linearis ingår i släktet Stemodiopsis och familjen Linderniaceae. Inga underarter finns listade i Catalogue of Life.